# Kapastern
Die Kapastern (Felicia) sind eine Pflanzengattung innerhalb der Familie der Korbblütler (Asteraceae). Von den etwa 83 Arten sind 80 im Südlichen Afrika verbreitet und nur drei kommen auf der Arabischen Halbinsel vor.

## Beschreibung

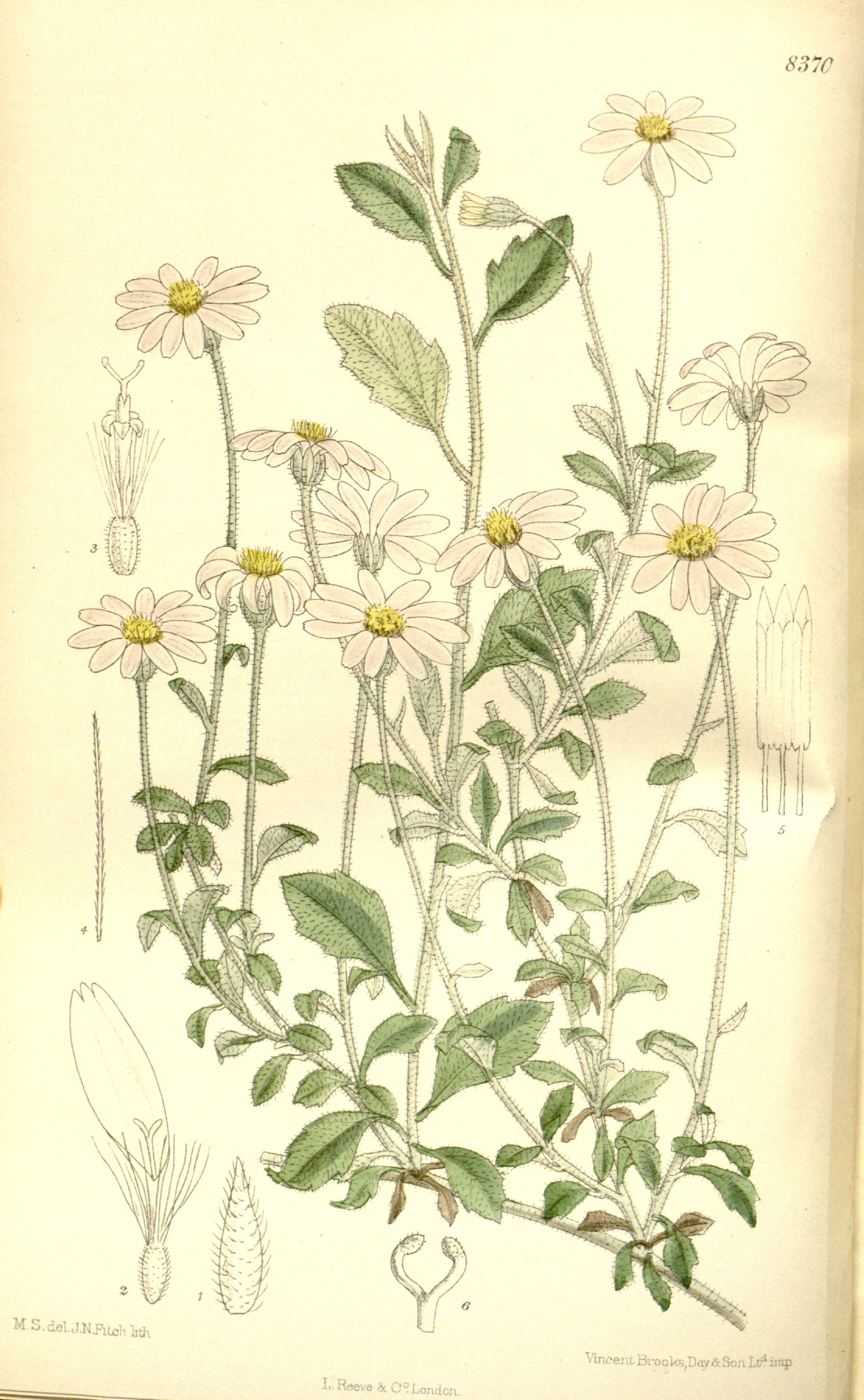
Illustration von Felicia petiolata

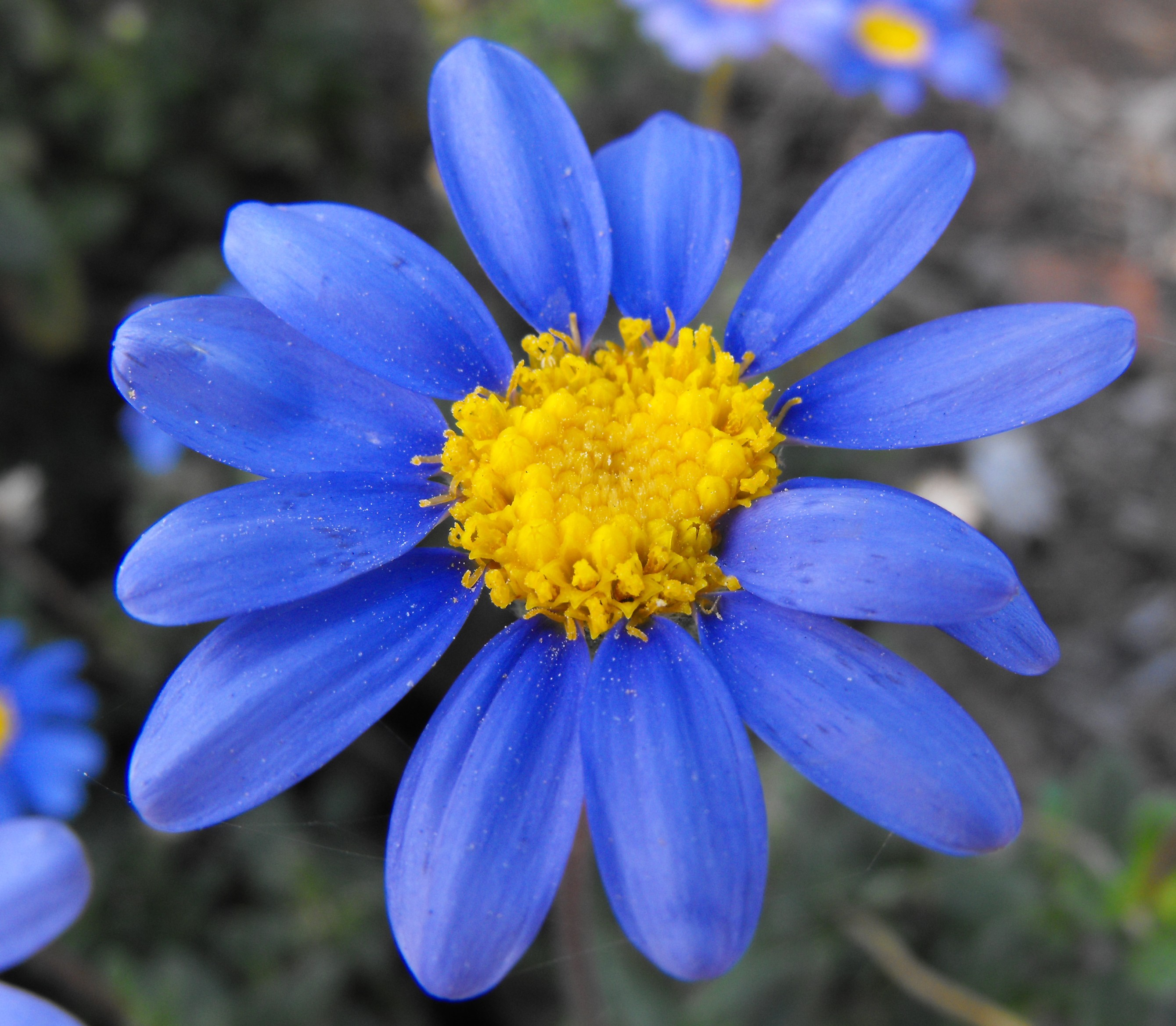
Blütenkorb der Kapaster (Felicia amelloides) im Detail

Die Kapaster-Arten wachsen als einjährige oder ausdauernde krautige Pflanze bis immergrüne Halbsträucher. Die Laubblätter sind wechselständig oder bei einigen Arten gegenständig, sie sind einfach oder gefiedert.
Sie bildet wenige bis zahlreiche endständige köpfchenförmige Blütenstände aus, die sich nachts nicht schließen. Die Blütenkörbchen enthalten Zungenblüten (Strahlenblüten) und Röhrenblüten (Scheibenblüten). Die Bestäubung erfolgt durch Insekten.
Sie bilden Achänen mit einem einreihigen Pappus.

## Systematik und Verbreitung

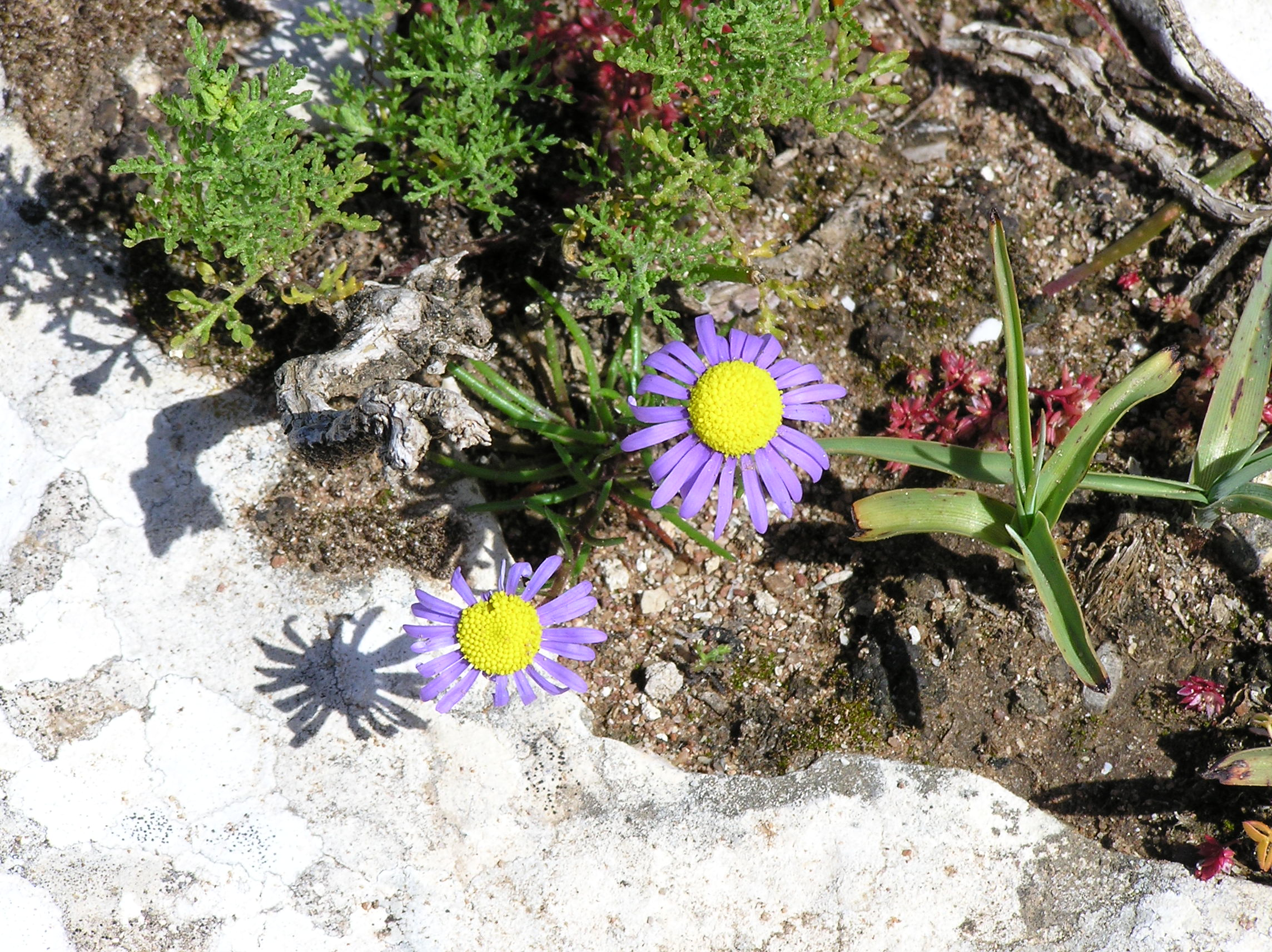
Felicia australis im West-Coast-Nationalpark, Westkap, Südafrika.

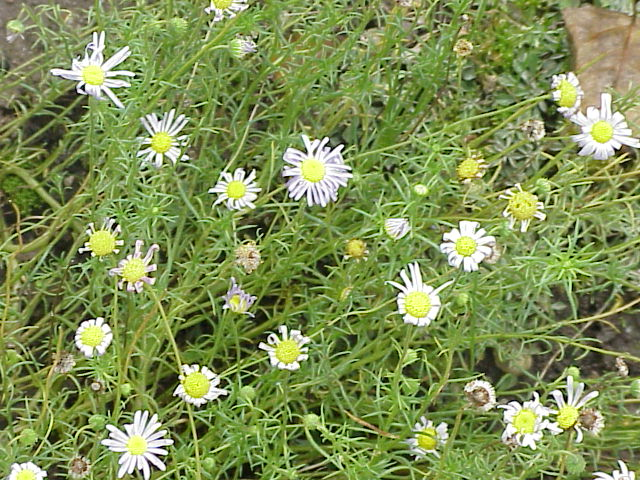
Habitus und Blütenkörbchen von Felicia bergeriana

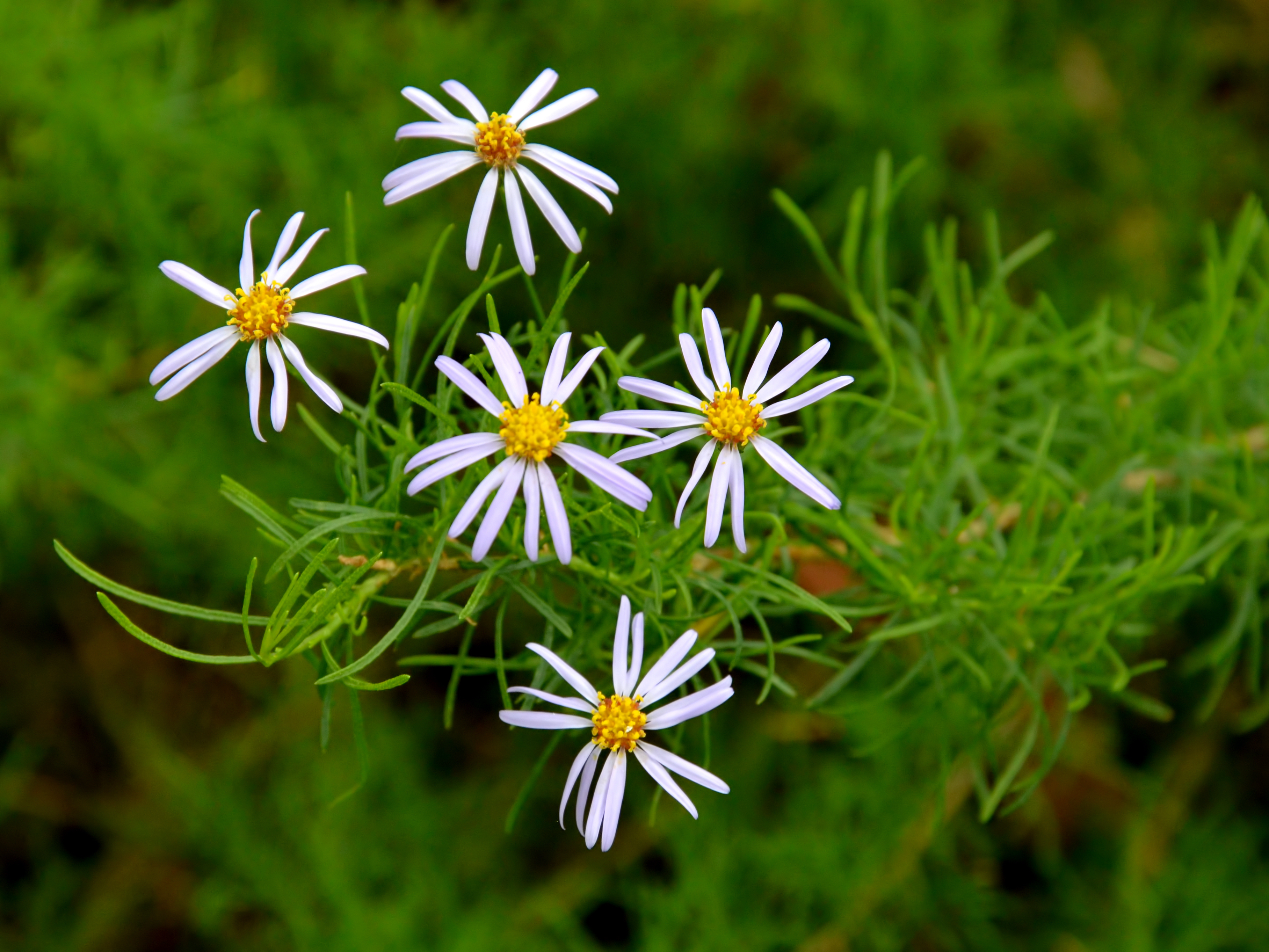
Felicia filifolia

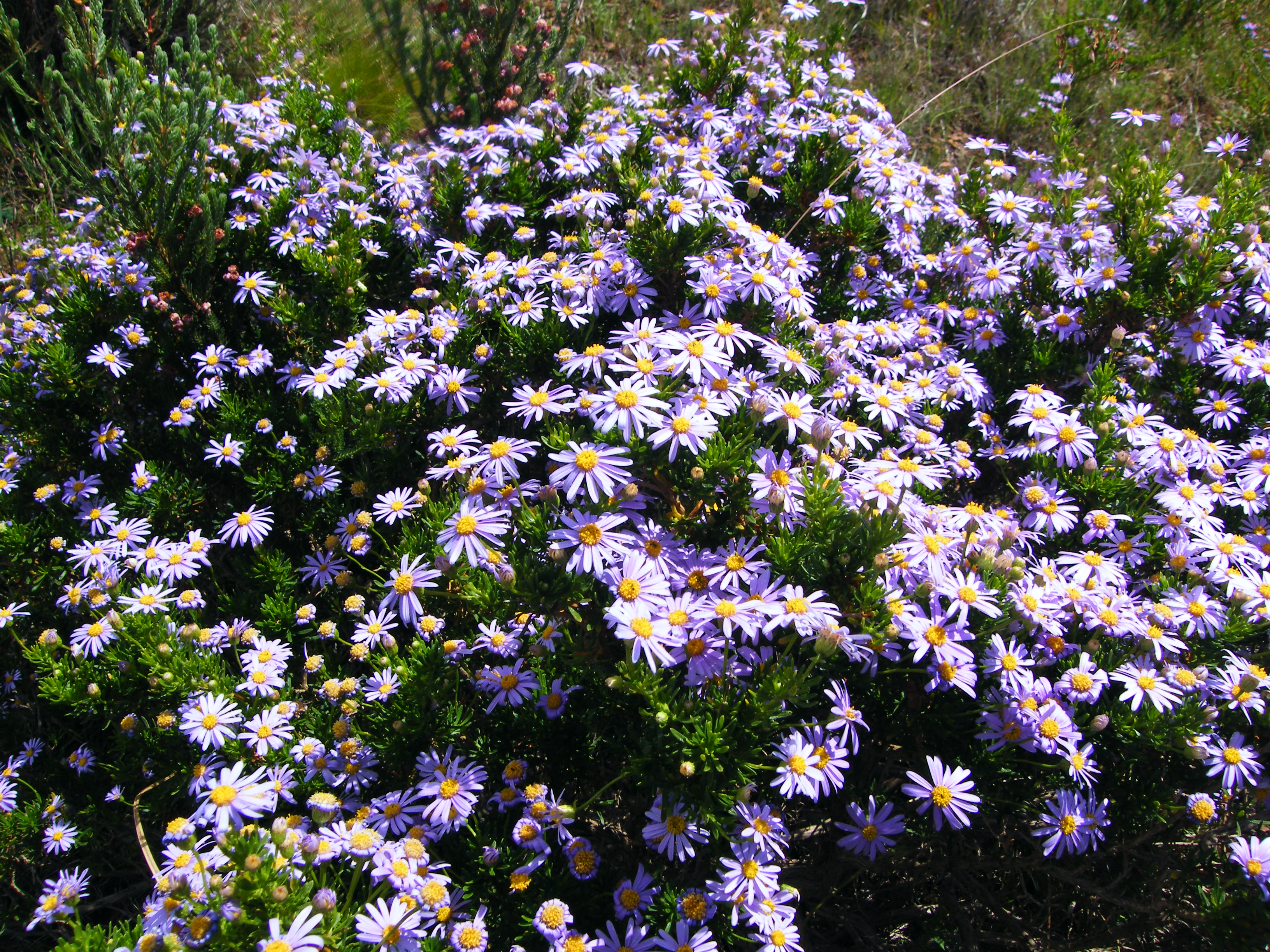
Habitus und Blütenkörbchen von Felicia fruticosa subsp. fruticosa

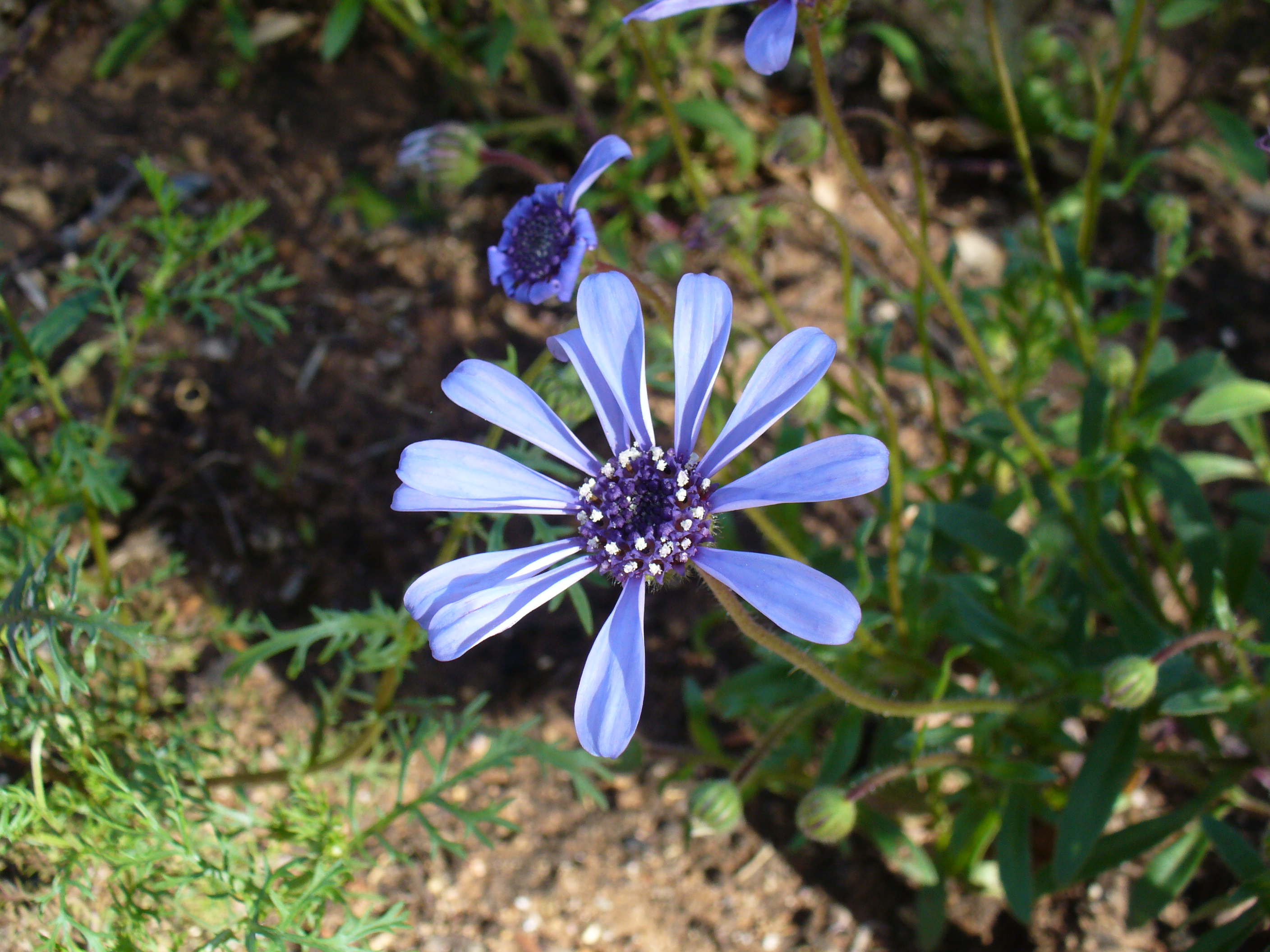
Felicia heterophylla

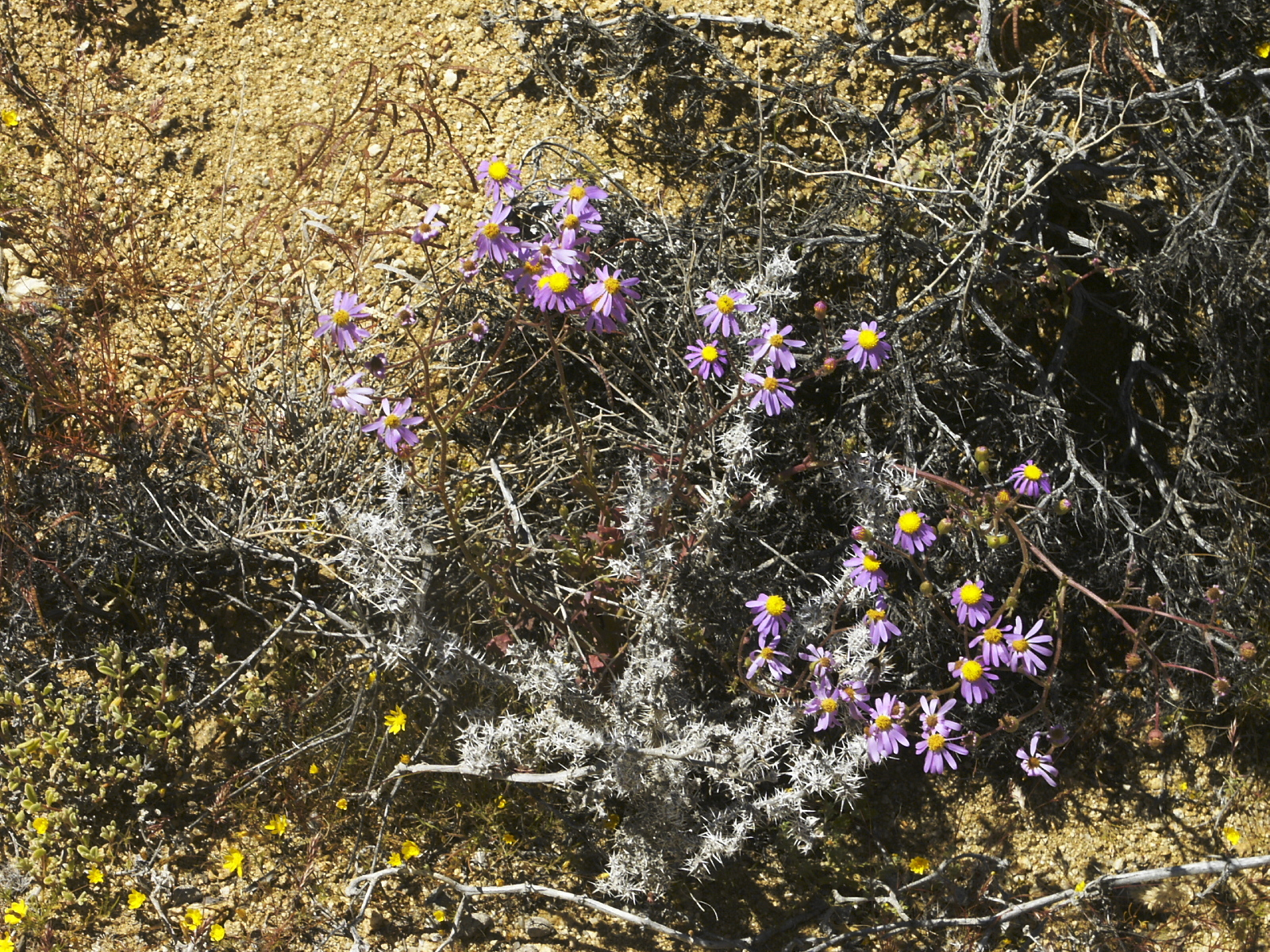
Felicia namaquana im Habitat mit anderen Arten im Namaqualand, Nordkap, Südafrika

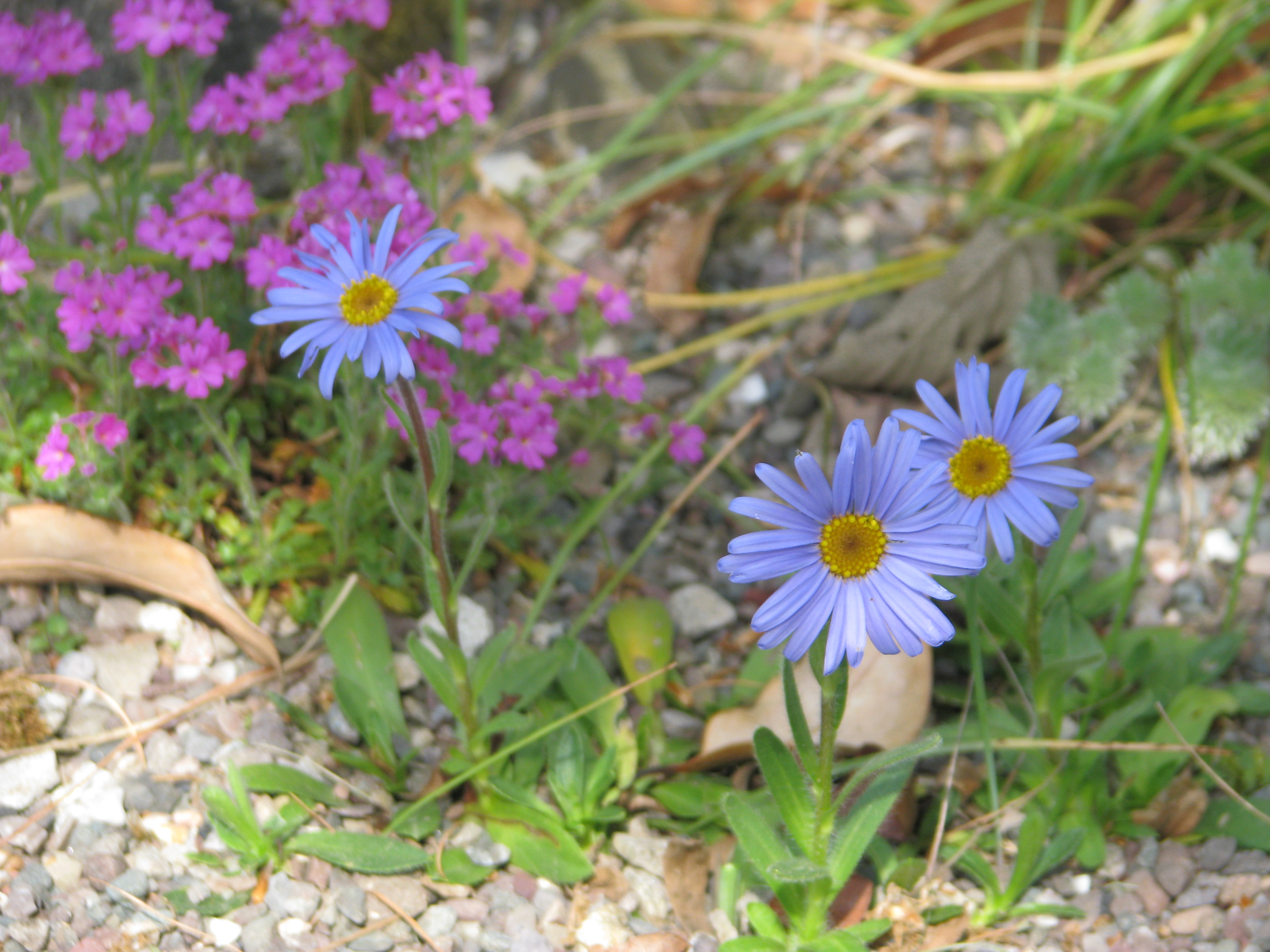
Habitus und Blütenkörbchen von Felicia rosulata

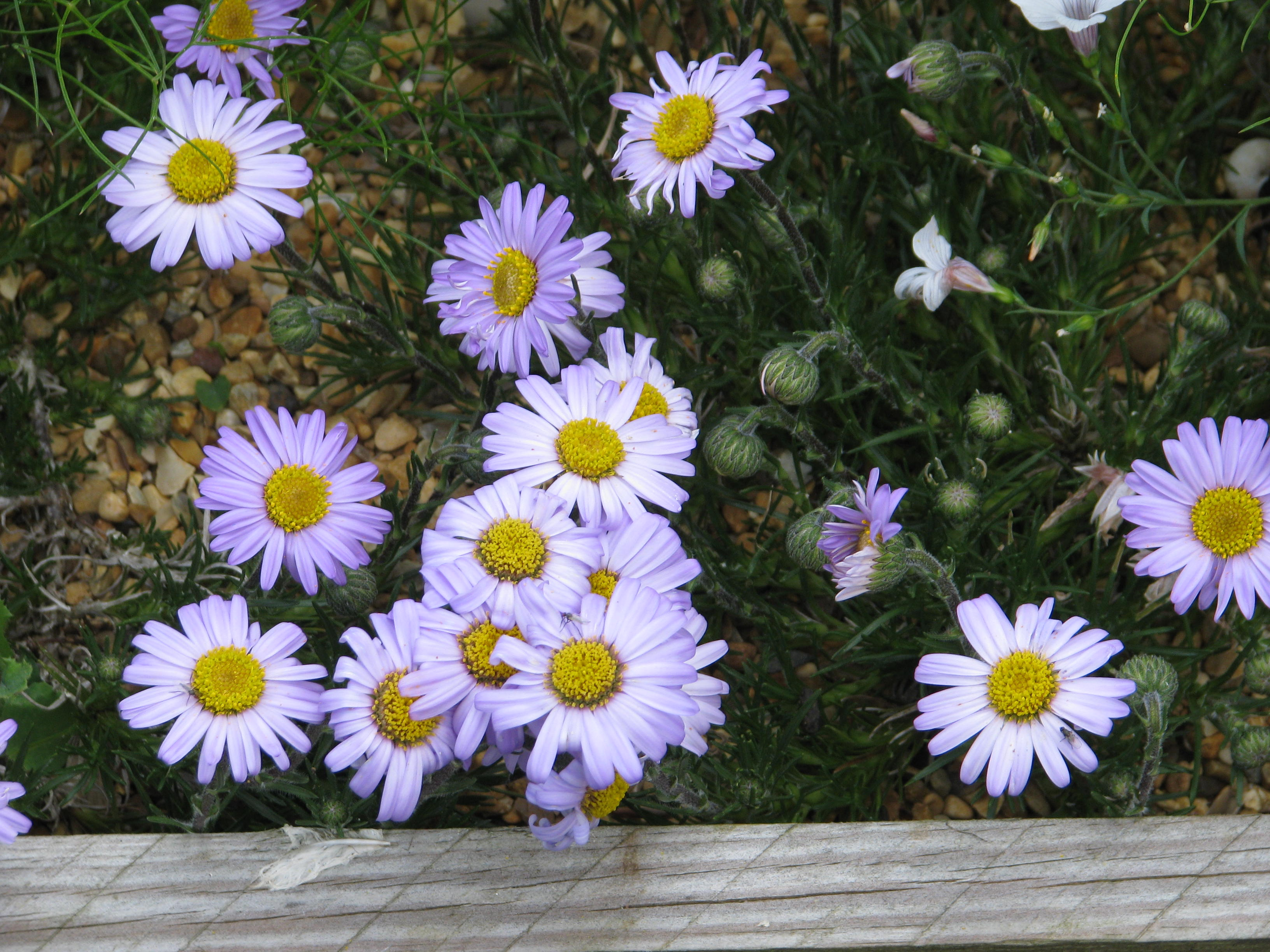
Blütenkörbchen von Felicia uliginosa in unterschiedlichen Entwicklungsstadien

Die Gattung Felicia wurde durch Alexandre Henri Gabriel de Cassini aufgestellt. Der Gattungsname wurde wahrscheinlich zu Ehren des italienisch-schweizerischen Philosophen, Wissenschaftlers und  Unternehmers Fortunato Bartolomeo De Felice (1723–1789) vergeben. Synonyme für Felicia Cass. sind: Agathaea Cass., Charieis Cass. Die Gattung Felicia gehört zur Subtribus Homochrominae aus der Tribus Astereae in der Unterfamilie Asteroideae innerhalb der Familie Asteraceae.
Von den etwa 83 Arten sind 80 im Südlichen Afrika verbreitet und nur drei (darunter Felicia abyssinica und Felicia dentata) kommen auf der Arabischen Halbinsel vor.
Zur Gattung Felicia gehören etwa 83 Arten:
- Felicia abyssinica Sch.Bip. ex A.Rich.: Sie kommt in Äthiopien, Somalia, Sudan, Kenia, Tansania, Sambia, Saudi-Arabien und im Jemen vor.[2]
- Felicia aculeata Grau
- Felicia aethiopica (Burm.f.) Grau
- Felicia alba Grau
- Kapaster (Felicia amelloides (L.) Voss, Syn.: Aster rotundifolius Thunb., Cineraria amelloides L., Agathaea amelloides (L.) DC.): Sie kommt in Südafrika vor.[2]
- Felicia amoena (Sch.Bip.) Levyns: Sie kommt in Südafrika vor.[2]
- Felicia annectens (Harv.) Grau
- Felicia anthemidodes (Hiern) Mendonça
- Felicia australis (Alston) E.Phillips
- Felicia bampsiana Lisowski
- Felicia bechuanica Mattf.
- Felicia bellidioides Schltr.
- Felicia bergeriana (Spreng.) O.Hoffm. (Syn.: Cineraria bergeriana Spreng.): Sie kommt in Südafrika vor.[2]
- Felicia boehmii O.Hoffm.
- Felicia brevifolia (DC.) Grau
- Felicia burkei (Harv.) L.Bolus
- Felicia caespitosa Grau
- Felicia cameronii F.Muell.
- Felicia cana DC.
- Felicia canaliculata Grau
- Felicia clavipilosa Grau
- Felicia comptonii Grau
- Felicia cymbalariae (Aiton) Bolus & Wolley-Dod ex Adamson & T.M.Salter
- Felicia cymbalarioides (DC.) Grau
- Felicia dentata (A.Rich.) Dandy
- Felicia denticulata Grau
- Felicia deserti Schltr. ex Grau
- Felicia diffusa (DC.) Grau
- Felicia drakensbergensis J.M.Wood & M.S.Evans
- Felicia dregei DC.
- Felicia dubia Cass.
- Felicia ebracteata Grau
- Felicia echinata (Thunb.) Nees: Sie kommt in Südafrika vor.[2]
- Felicia elongata (Thunb.) O.Hoffm. ex O.Hoffm.
- Felicia esterhuyseniae Grau
- Felicia fascicularis DC.
- Felicia ferulacea Compton
- Felicia filifolia (Vent.) Burtt Davy (Syn.: Aster filifolius Vent.): Sie kommt in Südafrika, Lesotho und Namibia vor.[2]
- Felicia flanaganii Bolus
- Felicia flava Beentje
- Felicia fruticosa (L.) G.Nicholson (Syn.: Aster fruticosus L.): Sie kommt in Südafrika vor.[2]
- Felicia grantii Grau
- Felicia gunillae B.Nord.
- Felicia heterophylla (Cass.) Grau (Syn.: Charieis heterophylla Cass.): Sie kommt in Südafrika vor.[2]
- Felicia hirsuta DC.
- Felicia hirta (Thunb.) Grau
- Felicia hispida (DC.) Grau
- Felicia josephinae J.C.Manning & Goldblatt
- Felicia joubertinae Grau
- Felicia lasiocarpa DC.
- Felicia linearis N.E.Br.
- Felicia linifolia (Harv.) Grau
- Felicia macrorrhiza (Thunb.) DC.
- Felicia merxmuelleri Grau
- Felicia microcephala Grau
- Felicia microsperma DC.
- Felicia minima (Hutch.) Grau
- Felicia monocephala Grau
- Felicia monticola Compton
- Felicia mossamedensis (Hiern) Mendonça
- Felicia muricata (Thunb.) Nees: Sie kommt in Kenia, Tansania, Simbabwe, Angola, Botswana, Lesotho, Namibia, Eswatini und Südafrika vor.[2]
- Felicia namaquana (Harv.) Merxm.
- Felicia nigrescens Grau
- Felicia nordenstamii Grau
- Felicia odorata Compton
- Felicia oleosa Grau
- Felicia ovata (Thunb.) Compton
- Felicia petiolata (Harv.) N.E.Br.
- Felicia petitiana Lisowski
- Felicia puberula Grau
- Felicia quinquenervia (Klatt) Grau
- Felicia rogersii S.Moore
- Felicia rosulata Yeo (Syn.: Agathaea natalensis Sch.Bip., Aster natalensis (Sch.Bip.) Harv., Felicia natalensis (Sch.Bip.) Schltr.): Sie kommt in Lesotho, Eswatini und Südafrika vor.[2]
- Felicia scabrida (DC.) Range
- Felicia serrata (Thunb.) Grau
- Felicia smaragdina (S.Moore) Merxm.
- Felicia stenophylla Grau
- Felicia tenella (L.) Nees
- Felicia tenera (DC.) Grau
- Felicia tsitsikamae Grau
- Felicia uliginosa (J.M.Wood & M.S.Evans) Grau (Syn.: Aster uliginosus J.M.Wood & M.S.Evans, Solidago uliginosa Nutt.): Sie kommt in Lesotho und in KwaZulu-Natal vor.[2]
- Felicia venusta S.Moore
- Felicia welwitschii (Hiern) Grau
- Felicia westae (Fourc.) Grau
- Felicia whitehillensis Compton
- Felicia wrightii Hilliard & B.L.Burtt
- Felicia zeyheri (Less.) Nees